# Hugh Bigod, 1. Earl of Norfolk

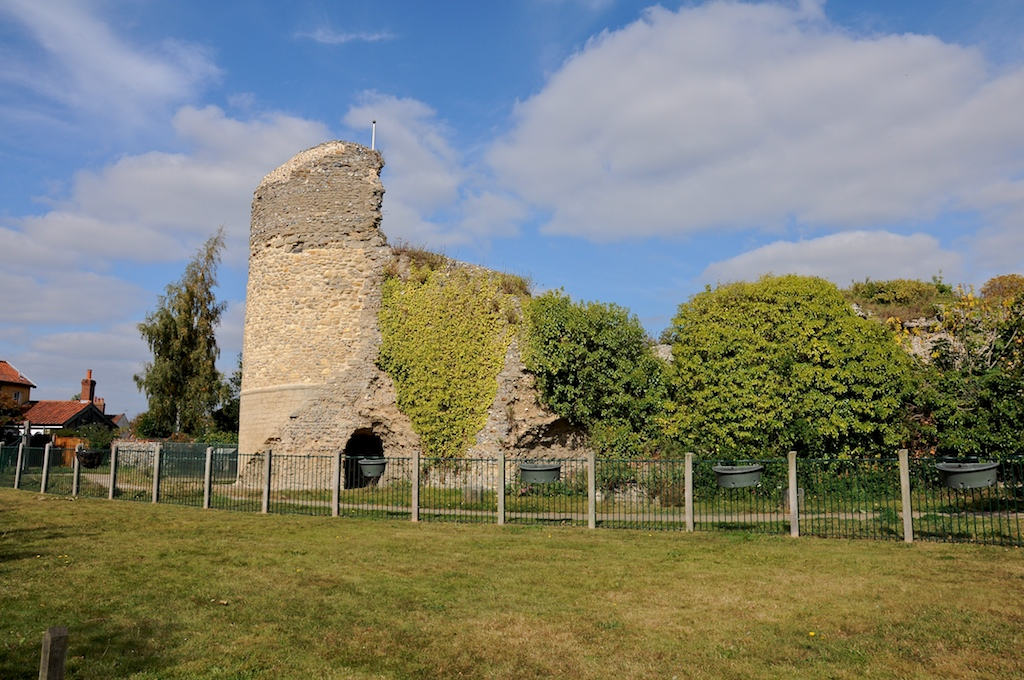
Die Ruinen des in den 1160er Jahren von Hugh Bigod begonnenen Bungay Castle in Suffolk

Hugh Bigod, 1. Earl of Norfolk (* vor 1107; † zwischen 1176 und 9. März 1177) war ein englischer Magnat. Er gehörte über fünf Jahrzehnte zu den mächtigsten englischen Adligen und diente vier Königen.

## Herkunft und Erbe
Hugh Bigod war der zweite Sohn von Roger Bigod, dem Begründer der anglonormannischen Adelsfamilie Bigod. Er entstammte der zweiten Ehe seines Vaters mit Alice de Tosny. Sein Vater starb 1107, und 1120 wurde Hugh, nachdem sein älterer Halbbruder William beim Untergang des White Ship ums Leben gekommen war, Erbe des umfangreichen Besitzes seines Vaters in East Anglia. Dazu übernahm er von seinem Halbbruder das Amt des Royal Steward. Nach dem Tod seiner Tante Albreda de Tosny erbte er um 1130 weitere Ländereien in Yorkshire. Bis 1135 war sein Grundbesitz auf 125 Knight’s fee gewachsen. 

## Höfling unter Heinrich I. und Rolle bei der Thronfolge Stephans
Hugh Bigod gehörte ab 1120 zum Gefolge von König Heinrich I. und wird bis 1135 als Zeuge in 47 Urkunden genannt. Nach dem Tod des Königs 1135 spielte er bei der Thronfolge eine wichtige Rolle. Obwohl später behauptet wurde, dass er beim Tod des Königs gar nicht anwesend war, schwor Bigod, dass Heinrich auf seinem Totenbett die Krone seinem Neffen Stephan von Blois und nicht seiner Tochter Matilda vermacht hätte. Dies überzeugte Wilhelm von Corbeil, den Erzbischof von Canterbury, Stephan zum neuen König zu krönen, was zunächst vom Großteil des anglonormannischen Adels akzeptiert wurde, jedoch schon bald zu einem langwierigen Thronfolgekrieg zwischen Stephan und Matilda, der sogenannten Anarchy führte. 

## Rangerhöhung und Machtgewinn während des Bürgerkriegs
Stephan bestätigte als König rasch Bigods Amt als Royal Steward, dennoch war die Beziehung zwischen den beiden nicht spannungsfrei. Der Schwerpunkt von Bigods Ländereien lag in Suffolk, wo seine beiden Burgen Framlingham und Walton lagen. Es war offensichtlich, dass er seine Macht nach Norfolk ausdehnen wollte, wo er 1136 auf die Nachricht vom angeblichen Tod Stephans Tod Norwich Castle besetzte. 1140 unternahm er zwei weitere Revolten gegen den König, der daraufhin im August ein Abkommen mit ihm schloss und ihn zum Earl of Norfolk erhob. Im Januar 1141 unterstützte Bigod den König in der Schlacht von Lincoln, floh jedoch bereits bei Beginn des Kampfes vom Schlachtfeld. Auf einer Ratsversammlung in Oxford 1141 wechselte er auf die Seite von Kaiserin Matilda, die jedoch die Titel ihres Konkurrenten Stephan nicht anerkannte und Bigod deshalb erneut zum Earl of Norfolk ernannte. Bigod konnte diesen Herrschaftsanspruch in Norfolk jedoch nicht durchsetzen. Der Sheriff der Grafschaft kontrollierte Norwich und das östliche Norfolk, während die Familien Warenne und Aubigny, die führenden Adelsfamilien im westlichen Norfolk, auf der Seite von König Stephan blieben. Im östlichen Suffolk konnte Bigod dagegen seine Herrschaft behaupten und sich während des Bürgerkriegs königliche Güter aneignen. 1144 unterstützte er Geoffrey de Mandeville bei dessen Rebellion gegen König Stephan, und 1147 nahm er den von Stephan vertriebenen Erzbischof Theobald von Canterbury in Framlingham Castle auf. Dort besuchten die Bischöfe von London, Norwich und Chichester den Erzbischof, der als Primas der englischen Kirche unter Bigods Schutz in geistlichen Streitfällen entschied. Bis zum Ende des Bürgerkriegs konnte König Stephan seine königliche Autorität im östlichen Suffolk nicht wiederherstellen, und erst 1153 übergab Bigod ihm Ipswich Castle. Stephan hatte bereits zuvor seinem jüngeren Sohn Wilhelm zum Herrn von Norfolk gemacht, was 1153 im Vertrag von Winchester bestätigt wurde. In einem Kompromiss, der vermutlich auf Betreiben von Henry Plantagenet geschlossen wurde, verlieh Stephan Bigod wieder den Titel Earl und ein Drittel der Einkünfte aus Norfolk, aber ohne die territoriale Herrschaft über die Grafschaft. Dafür übergab er Bigod vier königliche Güter in East Anglia, die Bigod zusätzliche Einkünfte in Höhe von £ 114 einbrachten. Als Henry Plantagenet 1154 als Heinrich II. englischer König wurde, bestätigte er diese Verleihungen einschließlich des Titels Earl of Norfolk. Im Rahmen einer allgemeinen Befriedung von East Anglia besetzte er 1157 jedoch die Burgen von Wilhelm von Blois und von Hugh Bigod. Bigods Hauptsitz Framlingham Castle wurde von Söldnern im Auftrag des Königs gehalten und erst 1165 an Bigod zurückgegeben.

## Magnat unter König Heinrich II.
In den späten 1150er und den frühen 1160er Jahren war Bigod regelmäßig im Gefolge des Königs anzutreffen. Während des Feldzugs des Königs gegen Wales übernahm Bigod von 1157 bis 1158 die Verwaltung von Norfolk und Suffolk. Von 1164 bis 1165 unterstützte er den erneuten Feldzug des Königs gegen Wales mit einem Aufgebot seiner Vasallen. 1165 kam es zwischen Bigod und Pentney Priory in Norfolk zu einem Streit, wofür Bigod 1166 von Erzbischof Thomas Becket exkommuniziert wurde. Erst 1169 wurde die Exkommunikation durch einen Beschluss des königlichen Rates aufgehoben. 1165 sollte Bigod dem König eine Gebühr von £ 1000 zahlen, vermutlich gegen die Zahlung dieser Gebühr erhielt er die Erlaubnis, Bungay Castle in Suffolk zu errichten. Bigod brauchte die Summe nie vollständig bezahlen, doch der König ließ, vermutlich als Antwort auf Bigods neue Burg, Orford Castle bauen.

## Teilnahme an der Rebellion Heinrichs des Jüngeren
Ab 1172 unterstützte Bigod die Rebellion von Heinrich dem Jüngeren gegen dessen Vater König Heinrich II. Nachdem der Earl of Leicester am 29. September 1173 mit flämischen Söldnern bei Walton in Suffolk gelandet war, unterstützte ihn Bigod. Zusammen konnten die beiden Earls am 13. Oktober Haughley Castle erobern, doch ihre Angriffe auf Walton Castle und die Stadt Dunwich scheiterten. Die beiden Earls zogen sich nach Framlingham Castle zurück und wurden am 17. Oktober in der Schlacht bei Fornham entscheidend geschlagen. Während Leicester in Gefangenschaft geriet, konnte Bigod knapp entkommen. Am 15. Mai 1174 landeten jedoch weitere flämische Söldner bei Orwell in Suffolk, die Graf Philipp von Flandern zur Unterstützung des jungen Heinrich schickte. Am 1. Juli schlossen sich ihnen 500 Soldaten Bigods an, so dass die Rebellen Norwich Castle erobern konnten. Da die Rebellion des jungen Heinrich jedoch scheiterte, musste sich auch Bigod am 25. Juli 1174 in Framlingham dem König ergeben und ihm die Treue schwören. Die flämischen Söldner durften England wieder verlassen, doch der König ließ Framlingham Castle zerstören. Bigod durfte seinen Titel Earl of Norfolk, Bungay Castle sowie die 1153 erhaltenen vier königlichen Güter behalten, verlor jedoch vermutlich seinen Anteil am Steueraufkommen von Norfolk und musste eine Strafe in Höhe von £ 466 zahlen. 1176 begann er eine Pilgerreise nach Jerusalem, starb jedoch unterwegs. Sein Leichnam wurde nach England zurückgebracht und in Thetford Abbey, das er wie schon sein Vater gefördert hatte, beigesetzt.

## Ehen und Nachkommen
Bigod war zweimal verheiratet. In erster Ehe heiratete er Juliana de Vere († 1199/1200), eine Tochter von Aubrey de Vere. Mit ihr hatte er einen Sohn:
- Roger

Bigod ließ seine Ehe mit Juliana annullieren und heiratete in zweiter Ehe Gundred († 1206/1208), eine Tochter von Roger de Beaumont, 2. Earl of Warwick. Mit ihr hatte er zwei weitere Söhne:
- Hugh († um 1203)
- William

Nach Bigods Tod begann ein langwieriger Erbstreit zwischen seinem Sohn Roger aus seiner ersten Ehe und seinen beiden Söhnen aus zweiter Ehe, der endgültig erst 1199 zugunsten von Roger beigelegt werden konnte.